# Conferência de Algeciras

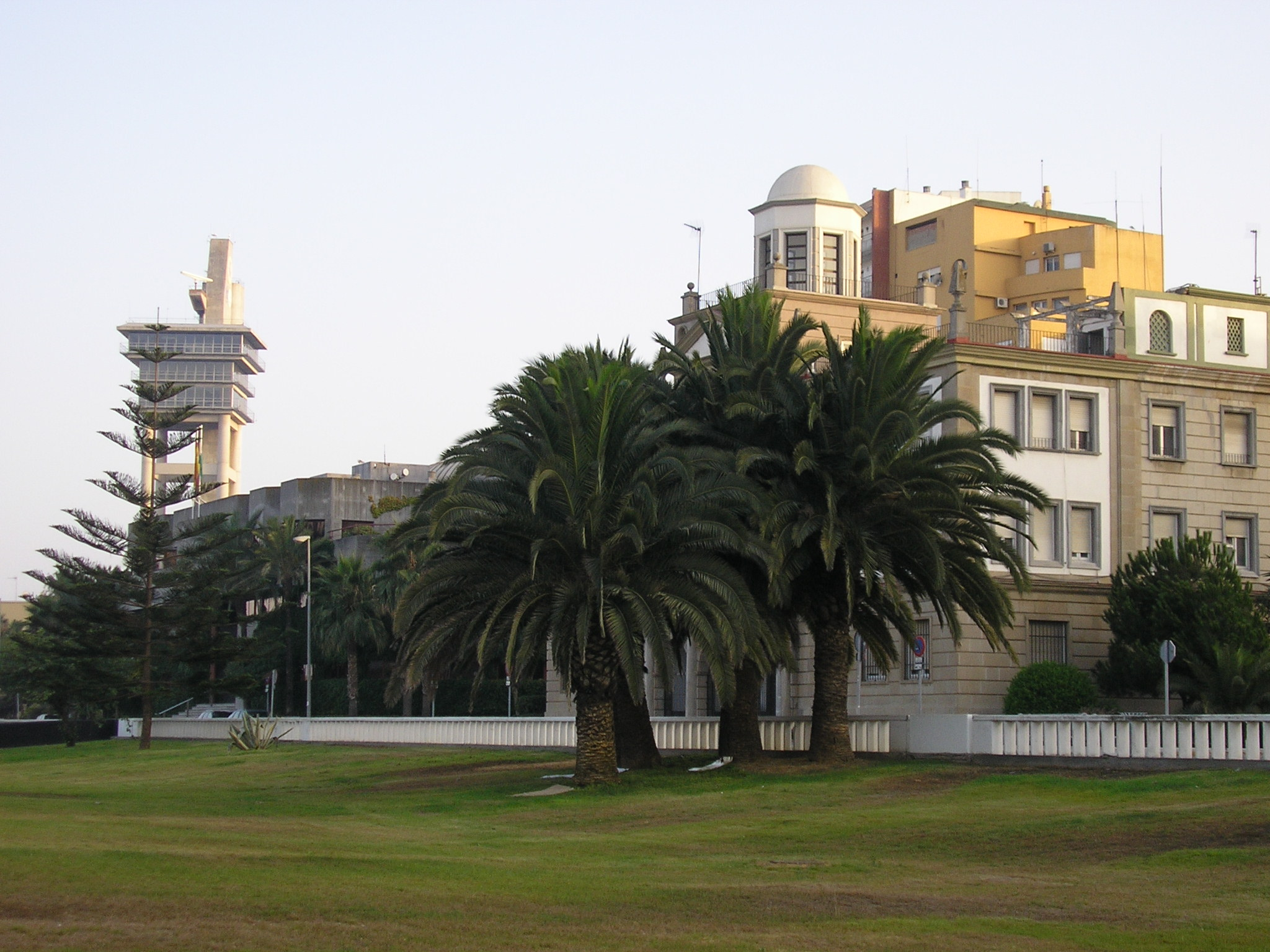
Parque da Conferência de Algeciras.

A Conferência de Algeciras de 1906 ocorreu em Algeciras, Espanha, com o propósito de mediar a primeira crise marroquina entre a França e a Alemanha, e assegurar o pagamento de um avultado empréstimo concedido pela Alemanha ao Sultão em 1904. A Entente Cordiale, entre a França e o Reino Unido, tinha distribuído a influência dos dois países respectivamente, no Marrocos e no Egito, comprometendo-se as duas potências a não interferirem nas respectivas áreas. A Alemanha, contudo, mostrou interesse em estabelecer um regime de "portas abertas" em Marrocos, o que colidia com os interesses franceses. O cáiser Guilherme II chegou a desembarcar em Tânger, a 31 de Março de 1905 e estabeleceu contactos diplomáticos com os ministros do Sultão, Abdulazize, em sequência dos quais se propôs a realização de uma conferência internacional.
O corpo diplomático das principais potências europeias fez-se representar (incluindo Portugal). O mediador do conflito foi Theodore Roosevelt. A disputa terminou claramente a favor das pretensões francesas, ainda que tivessem sido assegurados os investimentos feitos pela Alemanha no território.[carece de fontes?]
O acordo final, assinado em 7 de Abril de 1906 estabelecia a internacionalização económica de Marrocos, sob o poder soberano do Sultão. [carece de fontes?]